# Equisetum telmateia
Equisetum telmateia surge em todas as ilhas dos Açores com excepção da ilha Graciosa, da ilha do Pico e da ilha do Corvo. Surgem também na ilha da Madeira e em quase toda a Europa com excepção do extremo Norte e da Parte Oriental do continente. É também conhecido por Cavalinha. É um género botânico pertencente à família Equisetaceae.